# 가래나무
가래나무(문화어: 가래토시나무, 학명: Juglans mandshurica) 또는 추자수(楸下樹)는 가래나무과 가래나무속에 속하는 갈잎 큰키나무이다. 소백산, 속리산 이북의 표고 500m를 중심으로 100~1,500m 사이에 자생하는 낙엽활엽교목이다.

## 특징
가래나무는 중국 원산의 호두나무와 비슷하다. 대한민국의 중부로부터 만주까지의 산기슭 같은 곳에 저절로 난다. 잎은 깃꼴겹잎으로 길이 7~28cm 정도의 작은 잎이 7~17개 달린다. 암수한그루로 5월쯤에 꽃이 핀다. 개화기는 4월이다. 곧게 선 암꽃이삭에 붉은색 암꽃이 4~10개씩 모여 달리고, 바로 밑으로 길이 10~20cm 되는 수꽃이 길게 늘어진다. 열매는 달걀 모양의 핵과가 열린다. 열매가 9~10월에 익으며 약용이나 식용으로 가능하다. 열매의 씨는 먹거나 약재로 쓰고, 재목은 비교적 단단하고 가벼워서 총대, 비행기, 장롱, 조각재 등에 쓰인다. 열매를 가래, 재목을 추목이라고 한다.

## 어원
‘가래’의 옛 형태가 남은 가장 오래된 문헌은 《계림유사》(12세기)의 “胡桃曰渇來”이다. 《훈민정음해례》(1446)에서는 “ᄀᆞ〮래為楸”, 《훈몽자회》(1527)에도 “楸 ᄀᆞ래 츄”로 기록되어 있다. 이것이 18세기에 ‘가래’로 변하여 지금에 이른다.
민간어원 중에는 가래나무의 잎 모양이 농기구인 가래를 닮아서 유래했다는 설이 있는데, 《훈몽자회》에 농기구가 “杴 가래 흠”으로 기록되어 있듯이 조선 초기에는 발음이 서로 달랐다.

## 문화
옛 사람들은 무덤가에 가래나무를 심어 가꾸었다. 그래서 조상의 묘가 있는 곳을 추하(楸下), 산소를 찾는 일을 추행(楸行)이라고 불렀다.

## 사진

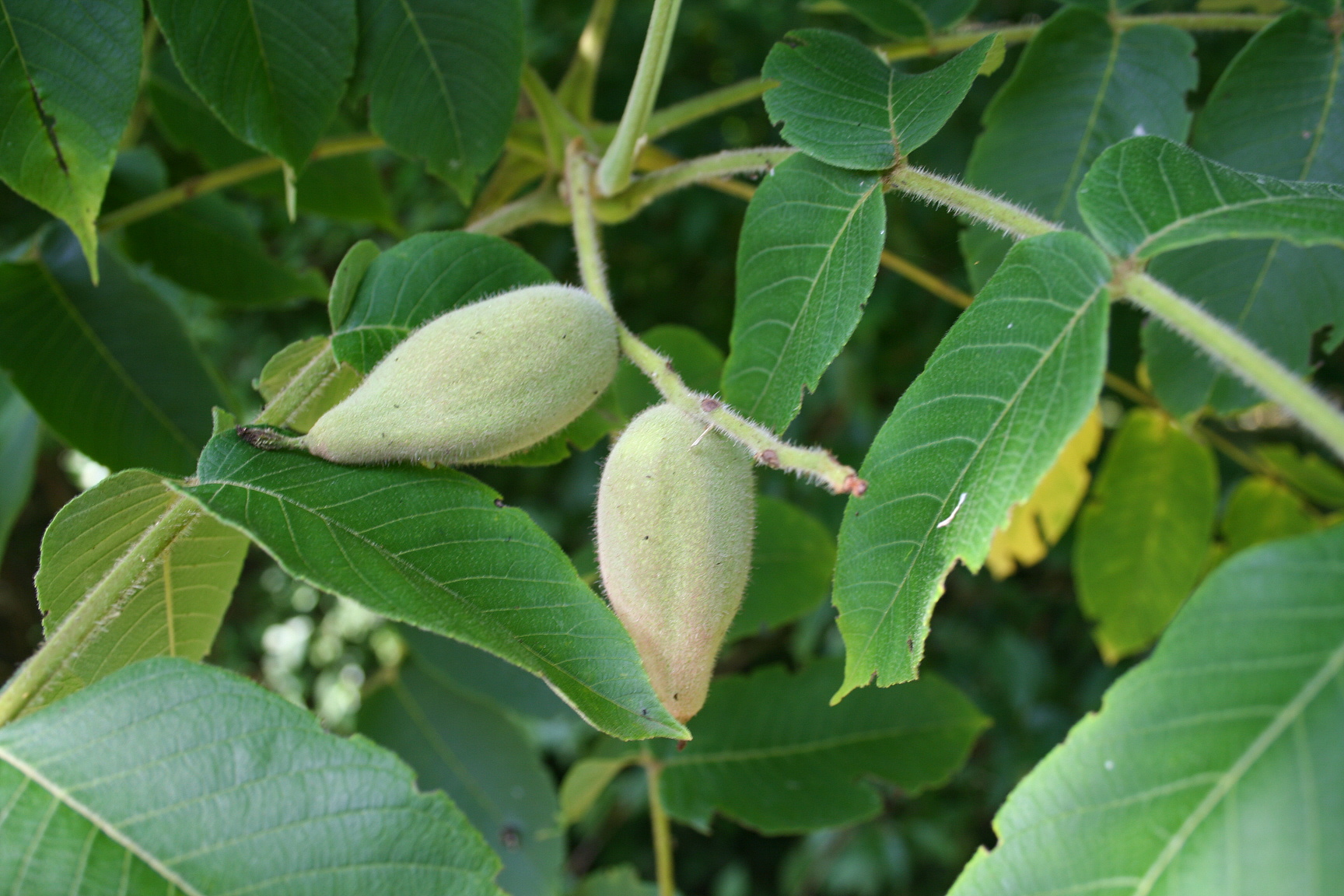
가래나무 열매
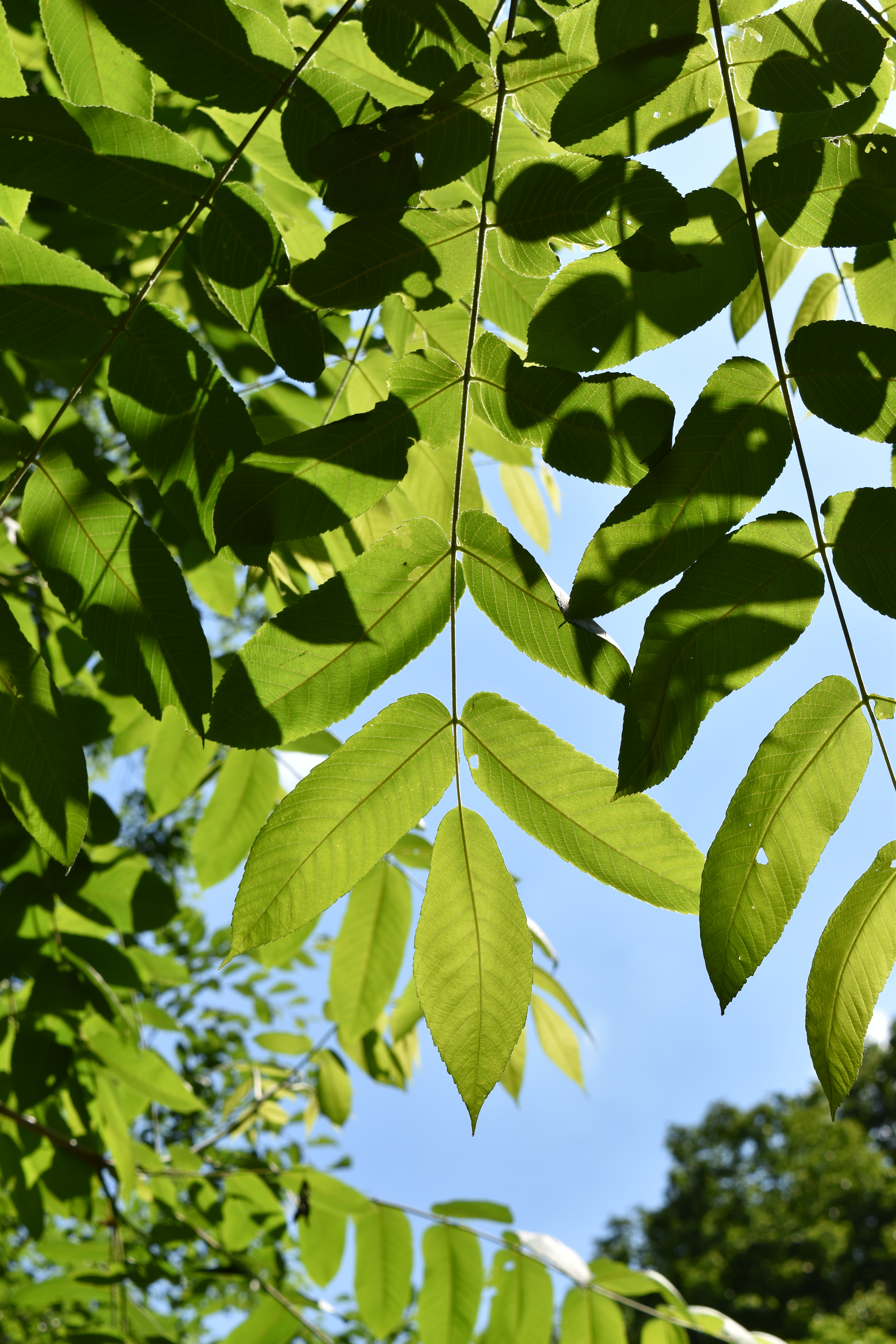
잎

## 같이 보기
- 호두나무
- 왕가래나무

## 참고자료
- 《조경수목 핸드북》(광일문화사, 2000) ISBN 89-85243-25-X
- 《나무 쉽게 찾기》(진선출판사, 2004) ISBN 978-89-7221-414-4